# Andrea Maffei
Andrea Maffei, italijanski pesnik, prevajalec in libretist, * 19. april 1798, Molina di Ledro, † 27. november 1885, Milano (Italija).
Veliko je prevajal iz angleščine (William Shakespeare) in nemščine (Friedrich Schiller, Johann Wolfgang von Goethe) v italijanščino.
Pisal je tudi operna besedila. Najbolj znana so:
- Guglielmo Ratcliff, uglasbil Pietro Mascagni,
- I masnadieri (Razbojniki), uglasbil Giuseppe Verdi,
- Macbeth, uglasbil Giuseppe Verdi (Maffei je popravil Piavejevo besedilo).

1. 1 2  data.bnf.fr: platforma za odprte podatke — 2011.
2. 1 2  SNAC — 2010.
3. 1 2  Archivio Storico Ricordi — 1808.